# مجتمع سوارکاری گنبد کاووس
مجتمع سوارکاری گنبد کاووس در سال ۱۳۴۰ با اهداف مسابقه‌های کورس اسب دوانی و تولید و پرورش اسب‌های نژاد ترکمن پایه‌گذاری گردید و بنای آن در سال ۱۳۵٢ احداث شد. پس از انقلاب مجموعه با تصویب شورای انقلاب به سازمان تربیت بدنی واگذار گردید و در حال حاضر توسط شرکت توسعه و نگهداری اماکن ورزشی کشور اداره می شود. بنابر اظهارات رئیس شرکت توسعه و نگهداری اماکن ورزشی ایران در سال ١٣٩٨، این مجموعه در لیست واگذاری به بخش خصوصی قرار گرفته است. همچنین این مجتمع در در اردیبهشت ماه ۱۳۹۵ در فهرست آثار ملی به ثبت رسید. مجموعه سوارکاری گنبد کاووس در روستای حاجیلرقلعه قرار دارد .

## ویژگی‌ها
این مجموعه دارای ۱۲۰ هکتار زمین کشاورزی، پارکینگ، فضای سبز، پیست اسبدوانی به مساحت تقریبی ۳۰ هکتار، سوئیت، ویلا، اسطبل زمستانه و تابستانه، جایگاه مسابقات و استخر شنا می‌باشد. مسابقه‌های اسبدوانی در فصل‌های بهار و پاییز برگزار می‌شود و دوستدارانِ بسیاری را از گوشه و کنار کشور به خود جذب می‌کند. مسابقه‌های اسبدوانی به جز گنبد کاووس در شهرهای تهران، مشهد، کردستان (سنندج) و بندر ترکمن برگزار می‌گردد.

## کورس‌ها
مسابقات اسبدوانی در فواصل مختلف در همه جای ایران برگزار می‌شود و در سه فصل بهار و پاییز و زمستان در گنبد کاووس برگزار می‌شود.
نتیجه‌ها از سال ۱۳۷۳:

## نگارخانه

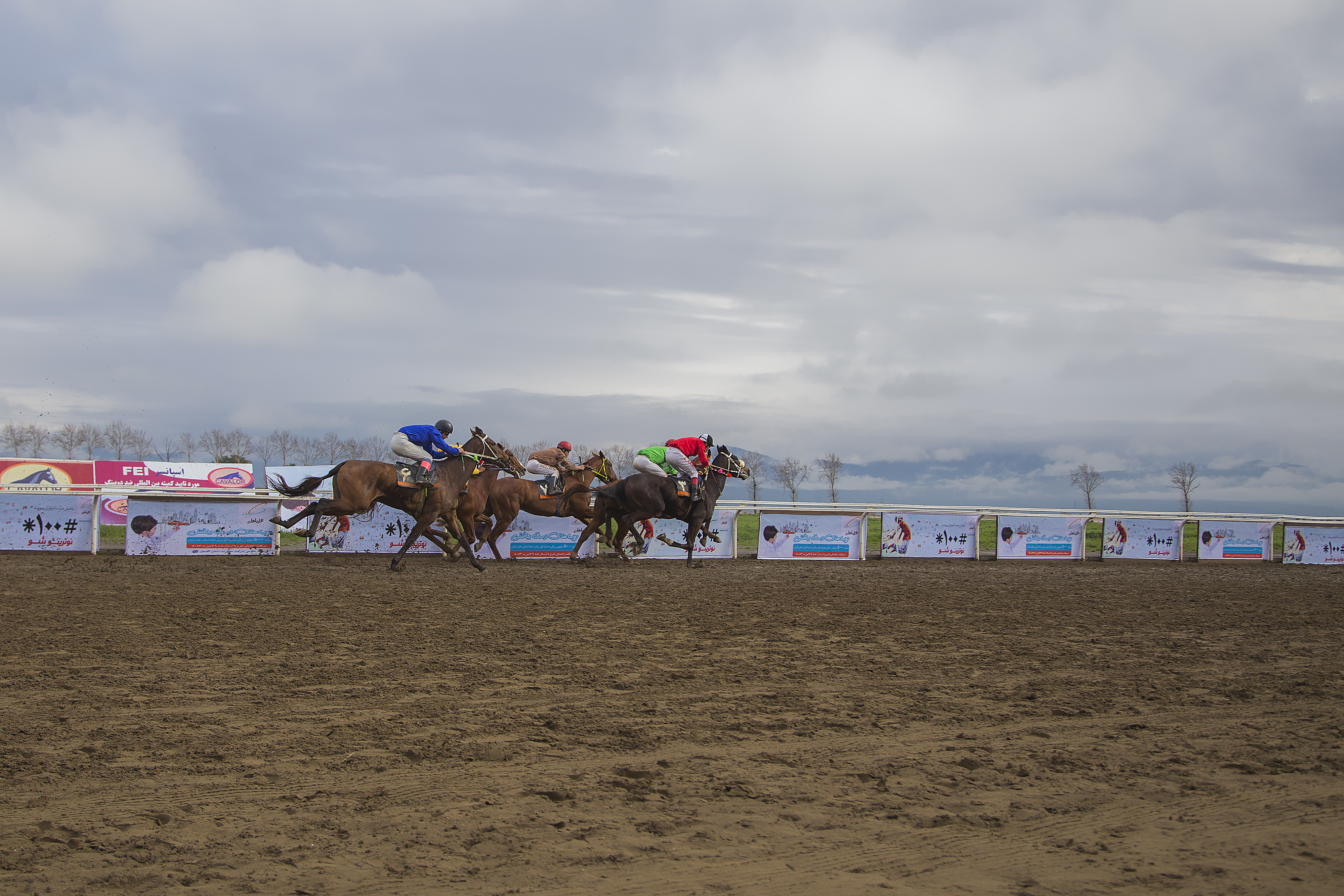
مسابقات اسب دوانی در مجتمع سوارکاری گنبد کاووس
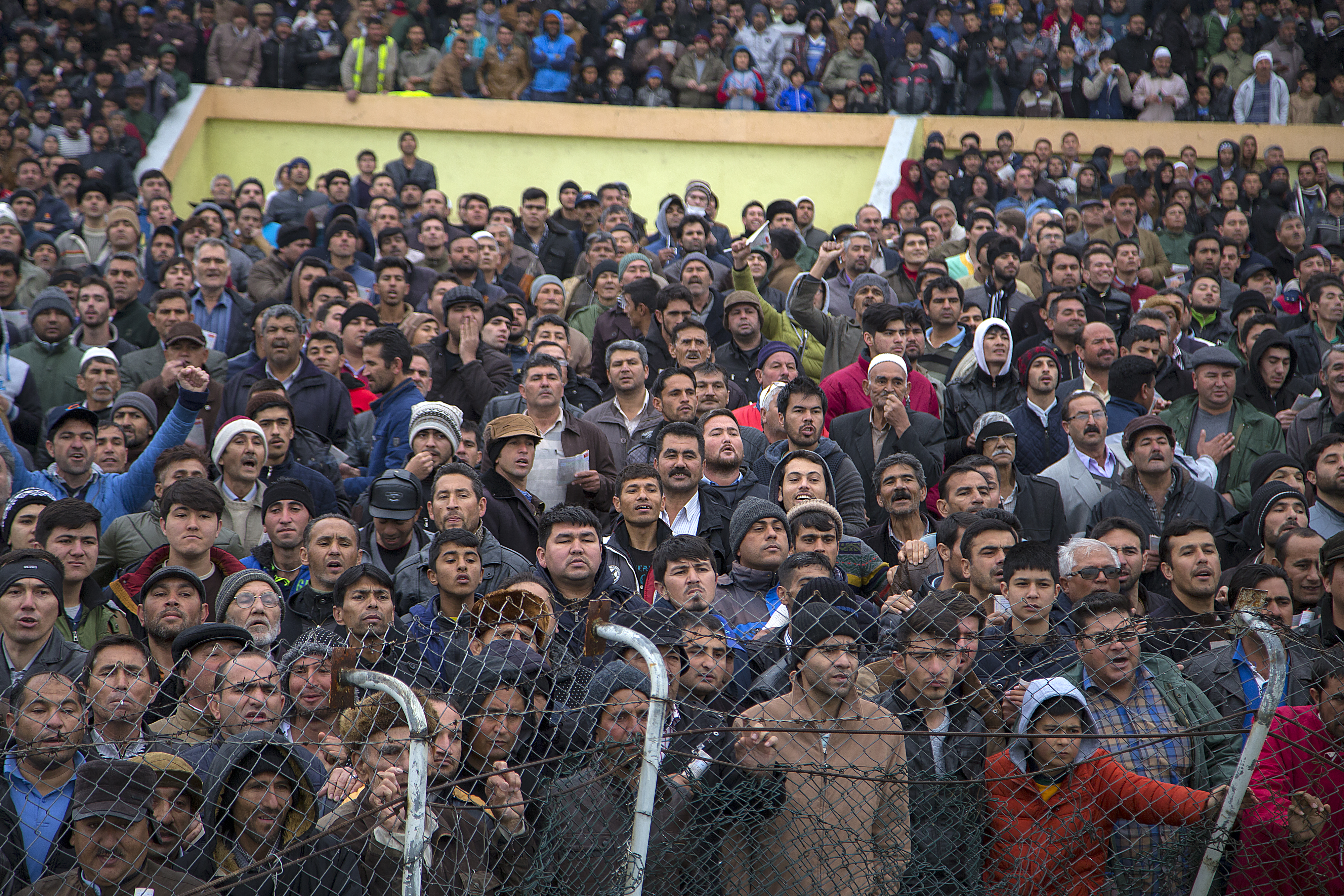
جمعیت تماشاچی در مجتمع سوارکاری گنبد
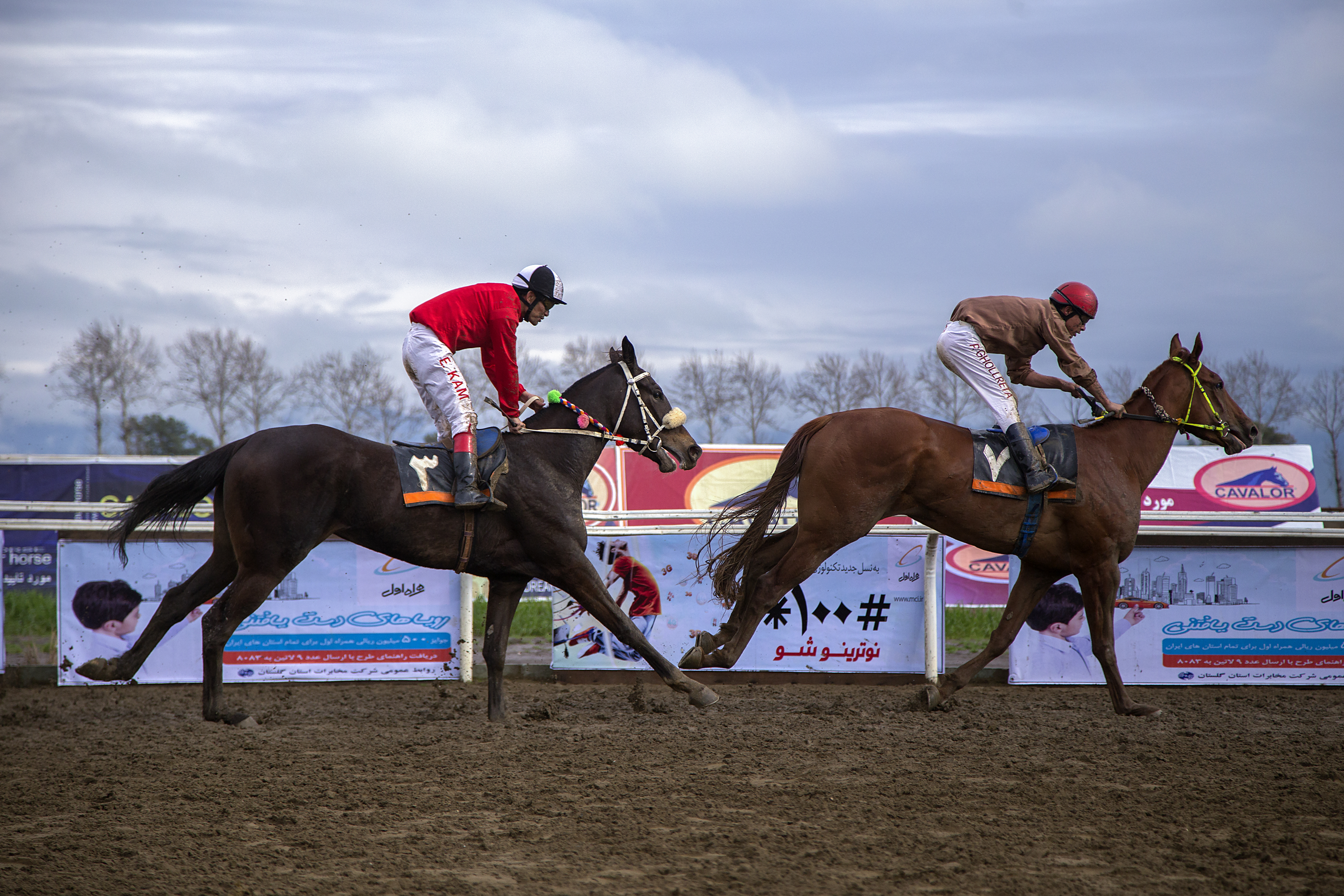
رقابت اسب‌ها در پیست سوارکاری گنبد
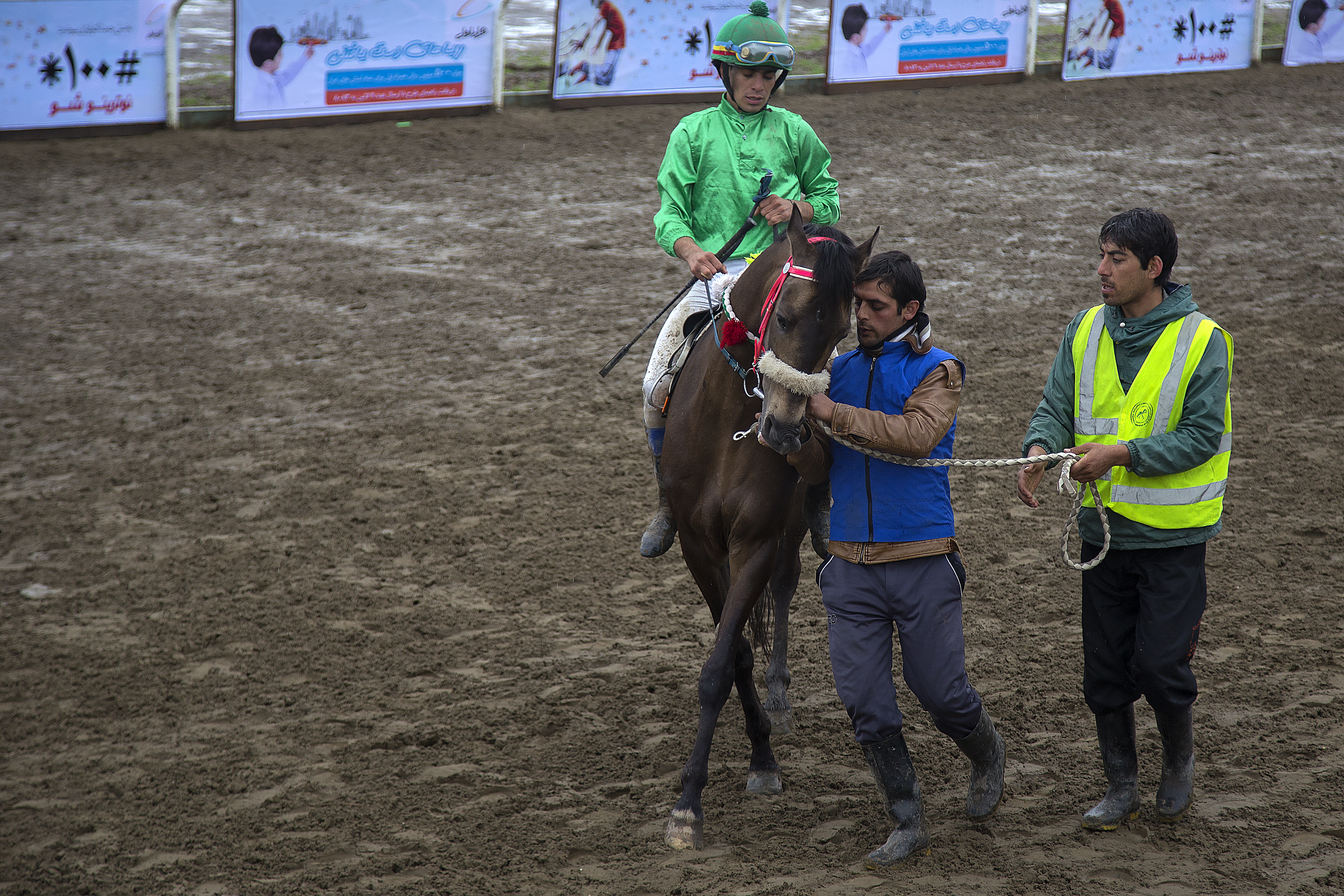
پیست سوارکاری گنبد کاووس
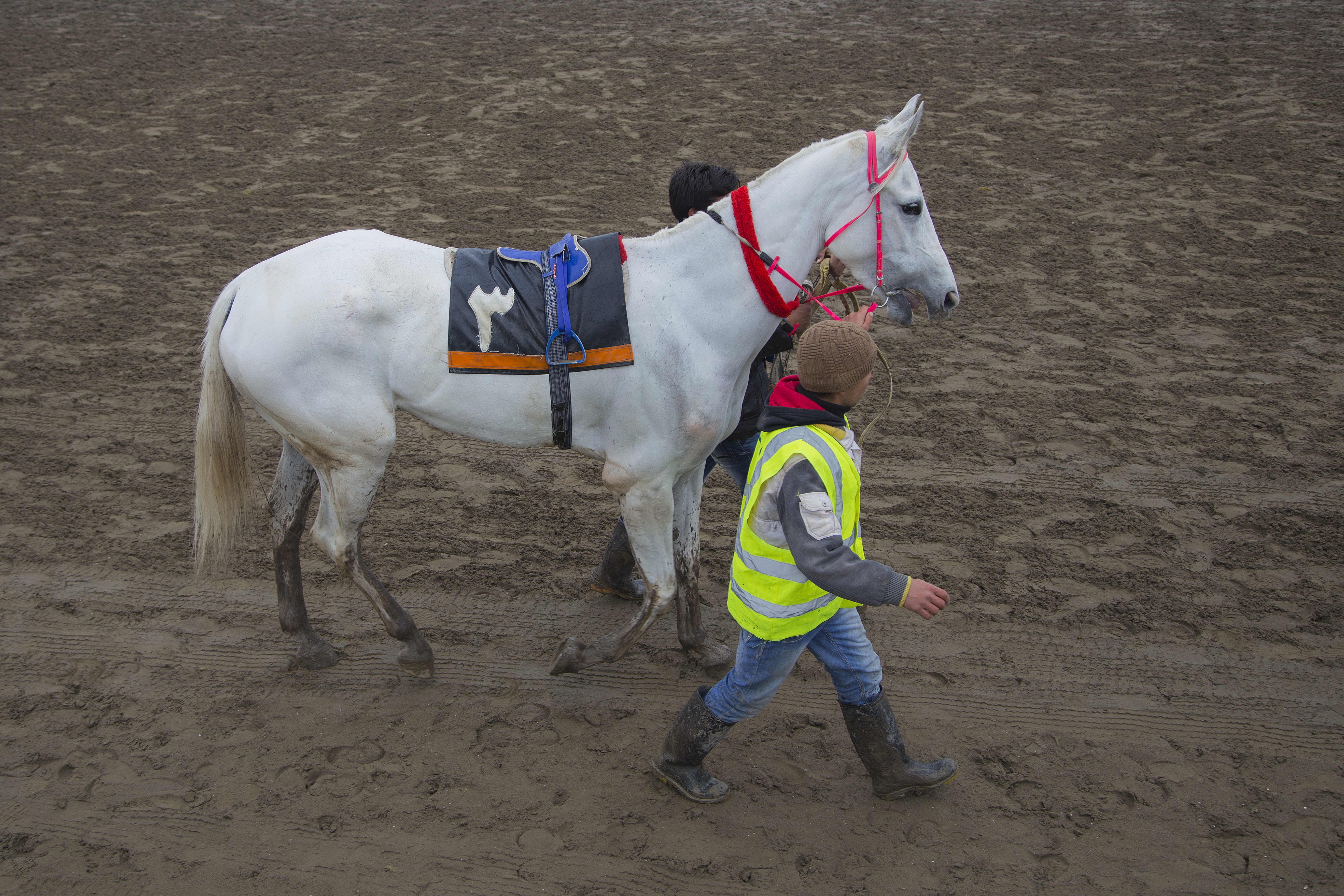
پیست سوارکاری گنبد کاووس
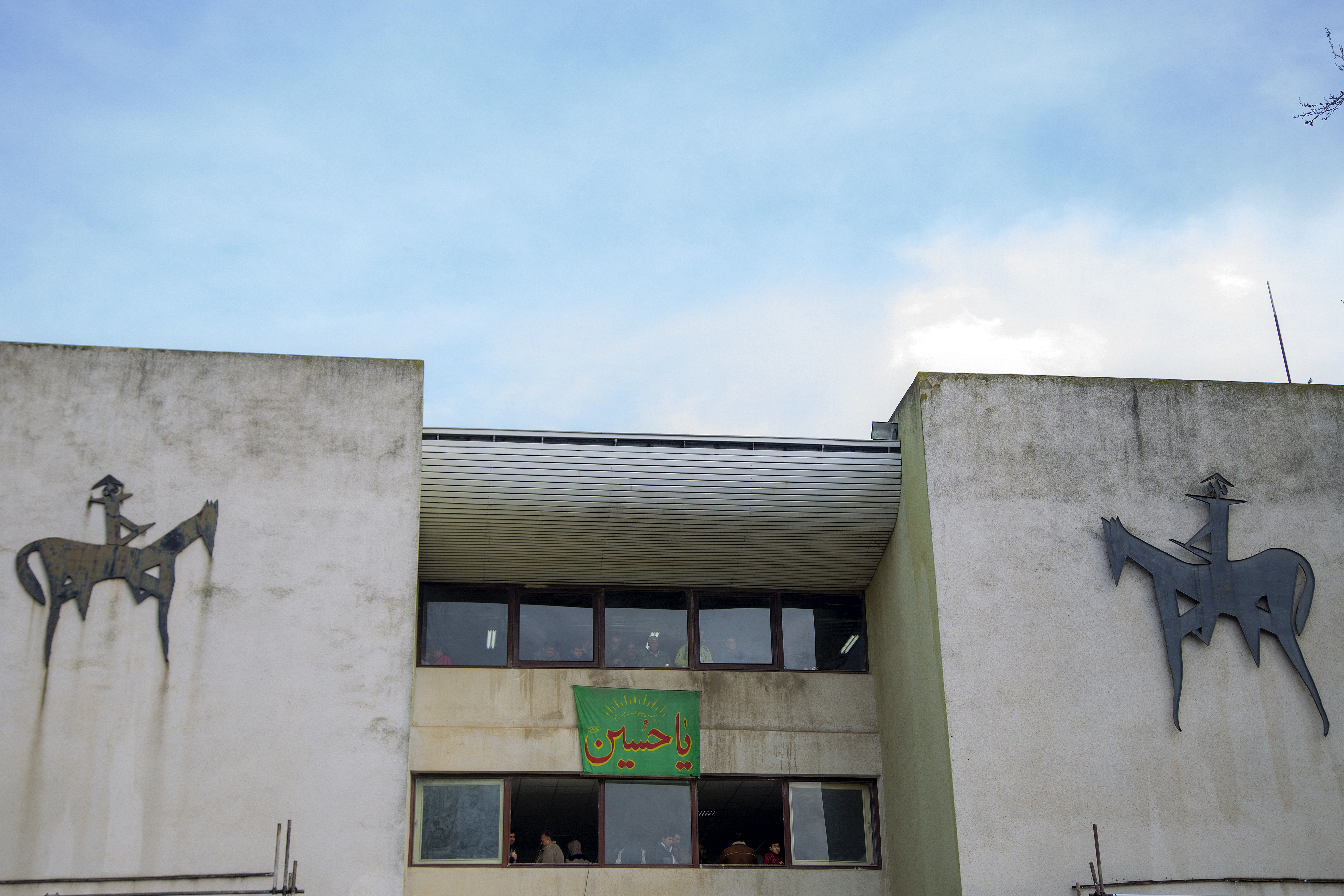
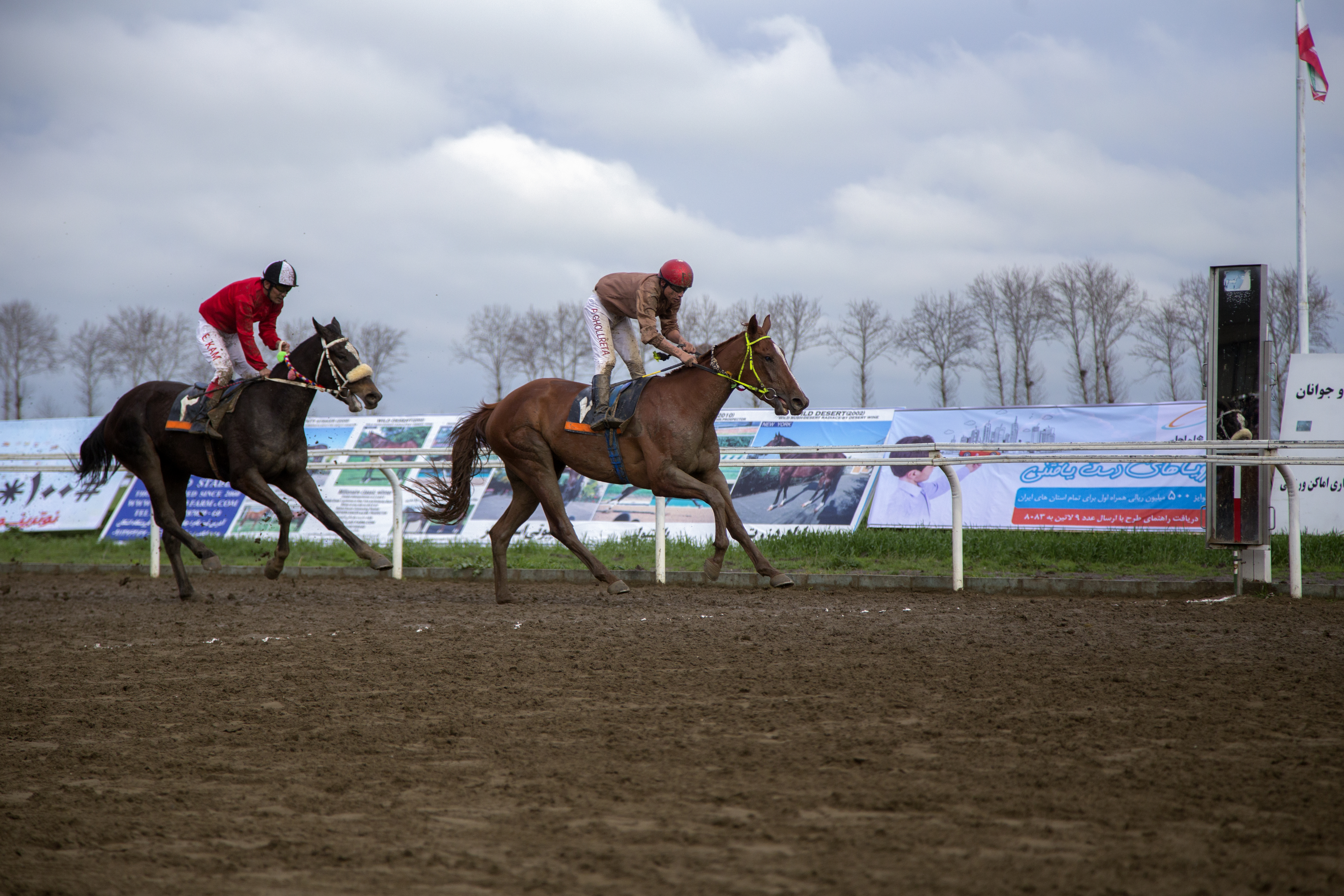